# Forcipomyia bystraki
Forcipomyia bystraki är en tvåvingeart som beskrevs av Eileen D. Grogan och Wirth 1975. Forcipomyia bystraki ingår i släktet Forcipomyia och familjen svidknott. Inga underarter finns listade i Catalogue of Life.